# Asiago Hockey 1935
Supermercati Migross Asiago H. 1935 je hokejový klub z Itálie, který hraje mezinárodní soutěž ICE Hockey League. Tým sídlí ve městě Asiago v Benátsku v Itálii, byl založený roku 1935, domácí zápasy odehrává v aréně Stadio Hodegart a v barvách má žlutou a červenou. Hlavním trenérem je Tom Barrasso.

## Úspěchy
| Název               | Rok                                            |
| ------------------- | ---------------------------------------------- |
| Scudetti            | 2001, 2010, 2011, 2013, 2015, 2020, 2021, 2022 |
| Coppa Italia        | 1991, 2001, 2002                               |
| Supercoppa Italiana | 2003, 2013, 2015, 2020, 2021, 2022             |
| Série B             | 1955, 1977                                     |
| Série C             | 1968                                           |
| Alps Hockey League  | 2018, 2022                                     |

## Významní hráči
| - Daniel Bellissimo - Stefan Bergkvist - Mustafa Besic - Jordan Bianchin - Dany Bousquet - Mario Brunetta - Mike Burman - James Camazzola - Bruno Campese - Joe Ciccarello - Tony Cimellaro - Aigars Cipruss - Jason Cirone - David Cooper - Dave Craievich - Mark Cupolo - Mike D'Alessandro - Mathieu Dandenault - Giorgio De Bettin - Patrick Deraspe - Dale Derkatch - Matthieu Descoteaux - Alberto Di Fazio - Frank Di Muzio - Cary Farelli - Rico Fata - David Franzosa - Trevor Gallant - Vitalijs Galuzo - Alexandr Galchenyuk - Daniel Gauthier - Martin Gendron - Gerry Ciarcia - Francois Gravel - Taylor Hall - Veli-Pekka Hard | - Greg Hawgood - Jens Hellgren - Adam Henrich - Michael Henrich - Éric Houde - Leo Insam - Ralph Intranuovo - Anthony Iob - Mark Kaufmann - Lauri Kinos - Mika Kortelainen - Marko Kuikka - Tim Krug - Mitch Lamoureux - Richard Laplante - Henri Laurila - Eric Lecompte - Mika Lehtinen - Ken Linseman - Chris Longo - Dave MacIsaac - Giovanni Marchetti - Patrick Micheletti - Mark Montanari - Lasse Oksanen - Drew Omicioli - Steve Palmer - John Parco - Dušan Pašek - Sandy Pellegrino - Frank Pietrangelo - Fernando Pisani - Stephane Quintal - Florian Ramoser - Scott Ricci - Jeff Ricciardi | - Ryan Robinson - Nick Romano - Vadims Romanovskis - Cliff Ronning - Kyle Rossiter - Hilton Ruggles - Nick Sanza - Reggie Savage - Didier Schafer - Brad Shaw - Mario Simioni - Chris Stanley - Michele Strazzabosco - Igor Stělnov - Flavio Streit - Marko Streit - Blaine Stoughton - Bob Sullivan - Tony Szabo - Levente Szuper - Ricky Tessari - Jason Tessier - Lucio Topatigh - Mike Torchia - John Tucker - Perry Turnbull - Layne Ulmer - Vjačeslav Uvajev - Carmine Vani - Doug Wickenheiser - John Wynne - Teeder Wynne - Ken Yaremchuk - Alexander Yudin - Mike Zanier |

## Bývalí trenéři
- Jim Camazzola

- Tony Zappia
- John Harrington